# Tasmalı
Tasmalı è un comune dell'Azerbaigian situato nel distretto di Qax. Conta una popolazione di 1 468 abitanti.